# Abraham Geiger

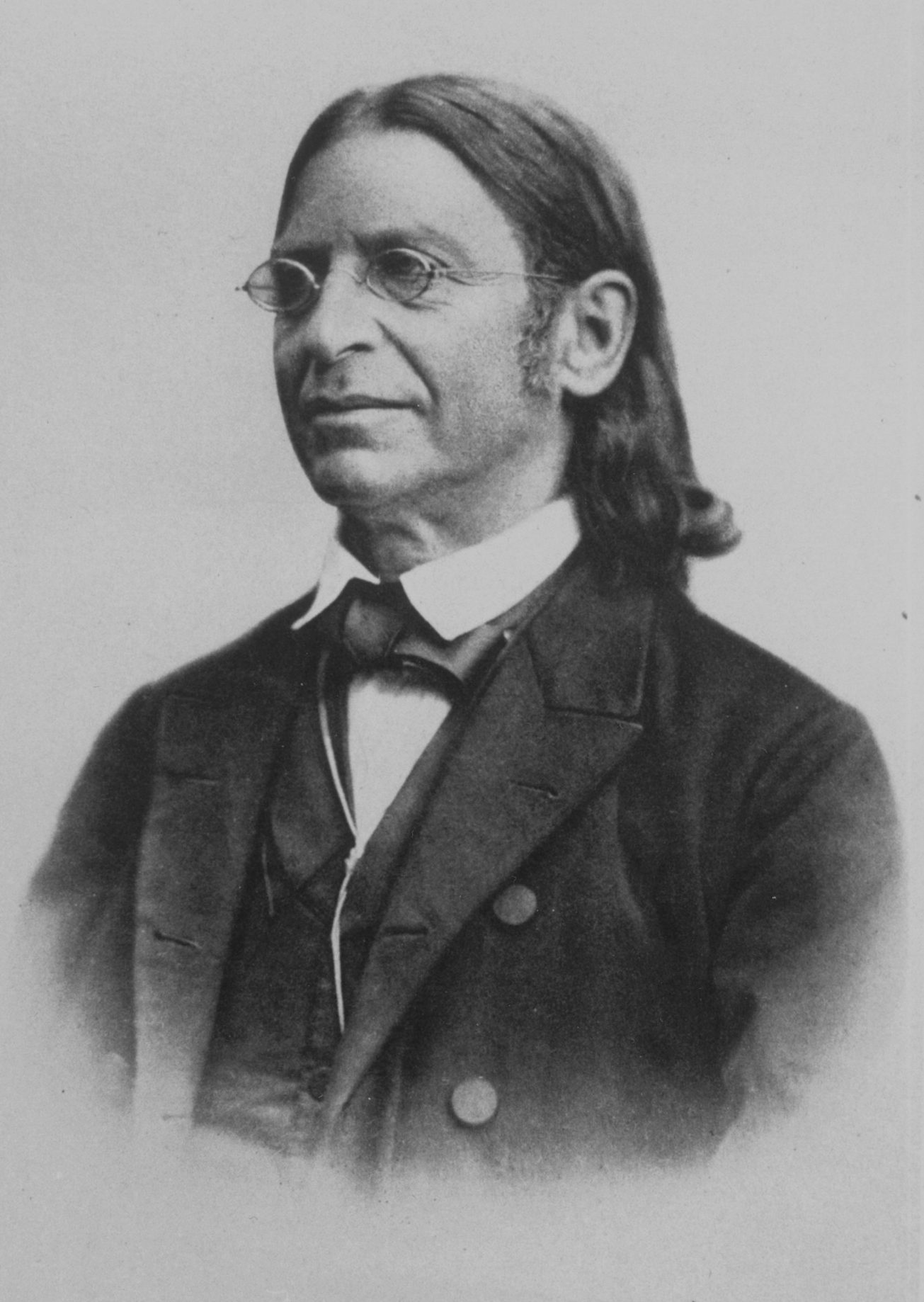
Abraham Geiger

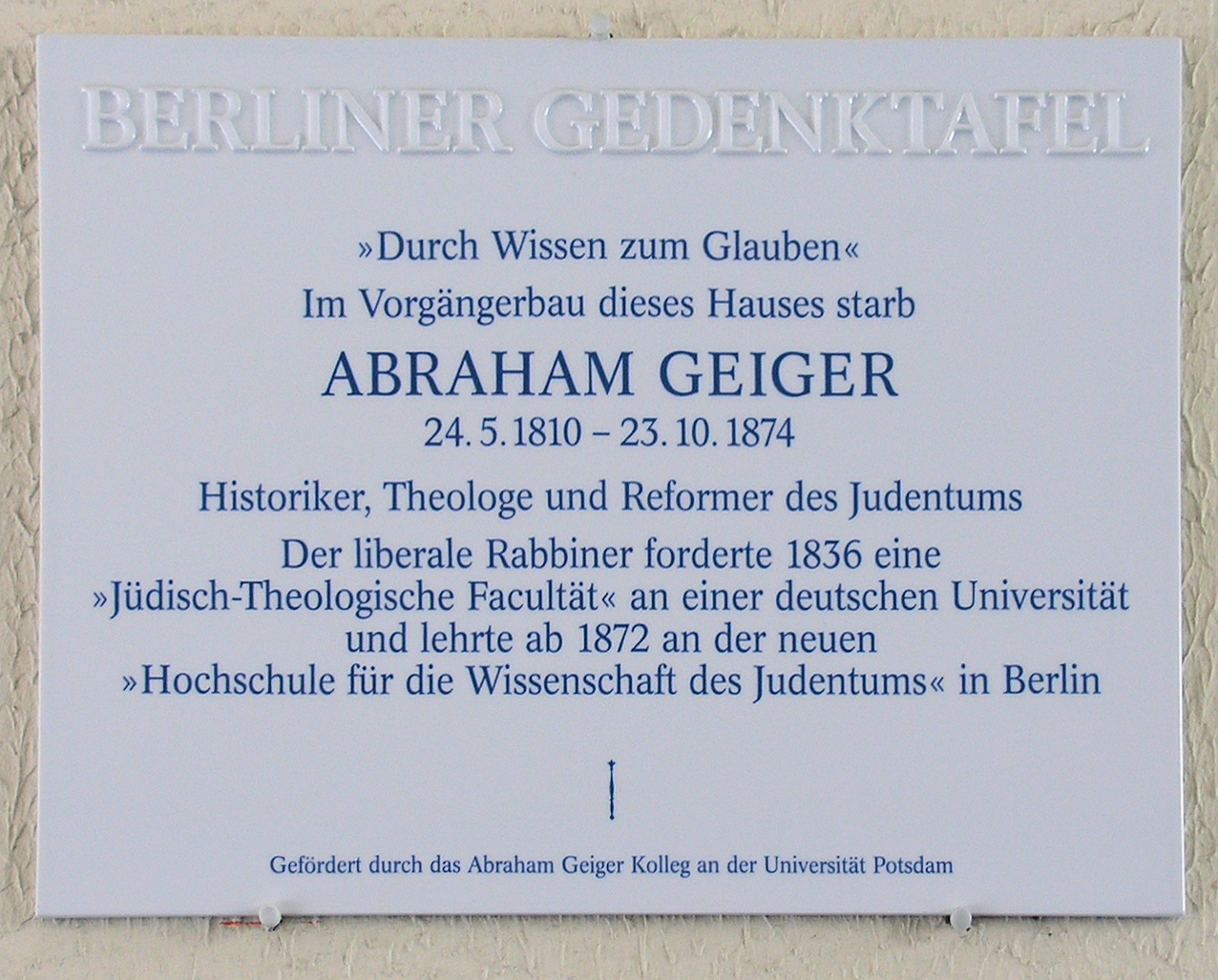
Berliner Gedenktafel am Haus Rosenthaler Straße 40, in Berlin-Mitte

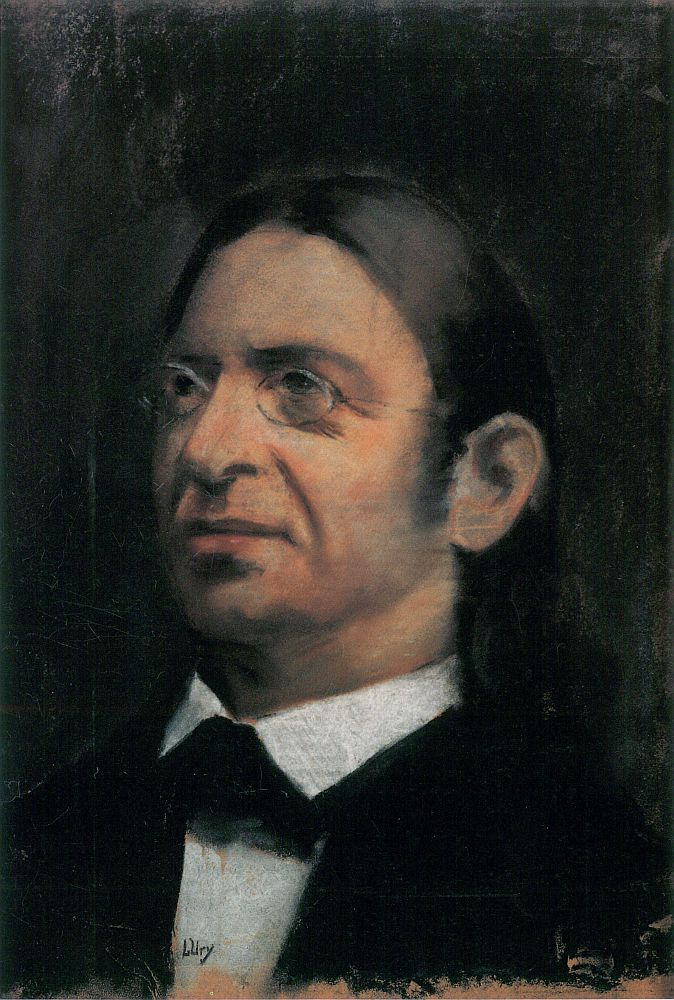
Porträt von Lesser Ury nach obigem Foto

Abraham Geiger (hebräisch אברהם גייגער; geboren am 24. Mai 1810 in Frankfurt am Main; gestorben am 23. Oktober 1874 in Berlin) war ein preußischer Rabbiner. Er war einer der ersten und wichtigsten Vordenker des Reformjudentums sowie ein bedeutender jüdischer Gelehrter im Bereich der Wissenschaft des Judentums.

## Leben
Abraham Geiger wurde in Frankfurt am Main als Sohn des Rabbiners Michael Lazarus Geiger (1755–1823) und der Roeschen Wallau (1768–1856) in eine orthodoxe Familie geboren und erhielt eine traditionelle religiöse Erziehung. Schon als Kind führten ihn Studien in den Altertumswissenschaften dazu, die orthodoxe Interpretation des Judentums zu hinterfragen, in der sowohl die Offenbarung am Berg Sinai als auch die später verfassten Kommentare auf göttlichen Ursprung zurückgeführt werden. Mit 17 begann er Arbeiten an seinem ersten Werk, einem Vergleich der Rechtssysteme von Mischna, Bibel und Talmud. Weiter erarbeitete er ein Wörterbuch zum mischnischen (rabbinischen) Hebräisch. Im Jahr 1823 starb sein Vater. Abraham Geiger musste nun auch die religiöse Erziehung seines jüngeren Halbbruders Salomon übernehmen.
Finanziert von Freunden und gegen den Willen seiner Familie begann er sein Studium im April 1829 an der Universität Heidelberg. Dort befasste er sich mit philologischen Studien, Geschichte, den alten Sprachen, Philosophie und Archäologie. Nach einem Semester wechselte er an die Universität Bonn. Hier verkehrte er in einem Kreis von jüdischen Studenten, die sich auf eine spätere Tätigkeit als Rabbiner vorbereiteten, darunter Salomon Munk und Samson Raphael Hirsch, sein späterer Gegner. Mit ihm organisierte er eine jüdische Studiengesellschaft. In diesem Rahmen hielt er am 2. Januar 1830 seine erste Predigt als Rabbiner. In Bonn studierte Geiger beim Orientalisten Georg Wilhelm Friedrich Freytag Arabistik und den Koran. Dank seiner preisgekrönten Abhandlung „Was hat Mohammed aus dem Judenthume übernommen?“, die 1833 in Buchform publiziert wurde, erhielt er ein Doktorat der Universität Marburg.
Da jedoch zu jener Zeit Juden in Deutschland nicht als Professoren an Universitäten tätig sein durften, übernahm Geiger eine Stelle als Rabbiner in Wiesbaden (1832–1837). Seine akademischen Tätigkeiten setzte er als Gründer und Redakteur von zwei wissenschaftlichen Zeitschriften fort: Wissenschaftliche Zeitschrift für Jüdische Theologie (1835–1839) und Jüdische Zeitschrift für Wissenschaft und Leben (1862–1875).
Aufgrund starken Widerstandes der jüdischen Gemeinde Breslau wurde er dort nach seiner Bewerbung zum Rabbiner 1838 erst 1840 zunächst stellvertretender Rabbiner. 1843, nach dem Tode Salomo Tiktins, erhielt er dann die Stelle des Oberrabbiners, was zum Austritt der Anhänger der Orthodoxie unter Tiktins Sohn Gedalja führte. Die Spannungen in Breslau bestanden jedoch weiterhin, und als 1854 in Breslau das Jüdisch-Theologische Seminar eröffnet wurde, an dessen Aufbau Geiger mitgewirkt hatte, erhielt er dort keine Anstellung, weil konservative jüdische Kreise seine theologische Position als zu liberal einstuften.
Geiger verließ Breslau 1863 und war bis 1870 Rabbiner der Einheitsgemeinde in Frankfurt am Main. 1870 gehörte er zu den Gründern der Hochschule für die Wissenschaft des Judentums in Berlin, an der er von 1872 bis zu seinem Tod 1874 lehrte.
Abraham Geiger plädierte für eine Anpassung historisch bedingter religiöser Ritualgesetze (im Gegensatz zu universalen religiösen Werten) an die Gegenwart, was ihm den Widerspruch der jüdischen Orthodoxie einbrachte. Als sein Hauptwerk gilt Urschrift und Übersetzungen der Bibel (1857), in dem er postulierte, dass die Pharisäer und frühen Rabbiner der Mischna sich um eine Liberalisierung und Demokratisierung des jüdischen Gesetzes bemüht hätten, im Gegensatz zu den aristokratischen, konservativ eingestellten Sadduzäern, unter deren Kontrolle das Priestertum und der Tempel zu Jerusalem standen.
Innerhalb der Reformbewegung vertrat Geiger eine gemäßigte Position und versuchte, zwischen den radikaleren Auffassungen von Samuel Holdheim und Kaufmann Kohler sowie den konservativen Vertretern wie Zacharias Frankel und Heinrich Graetz zu vermitteln. Geiger setzte sich für den Gebrauch des Deutschen in der jüdischen Liturgie ein und empfand die meisten Speisegesetze als unangemessen. Er bezeichnete die Beschneidung in einem Brief an Leopold Zunz als „barbarisch blutigen Akt“, stellte sich jedoch gegen einen Aufruf des Frankfurter Reformvereins zu deren Abschaffung und sprach sich auch dagegen aus, den Schabbat auf den Sonntag zu verlegen.
Er heiratete am 1. Juli 1840 in Frankfurt am Main Emilie, geborene Oppenheim (* 7. Dezember 1809 wahrscheinlich in Bonn; † 6. Dezember 1860 in Breslau). Der gemeinsame Sohn Berthold Geiger (1847–1919) wurde Rechtsanwalt und Politiker. Sein Sohn Ludwig Geiger widmete sich insbesondere der Goethe-Forschung.

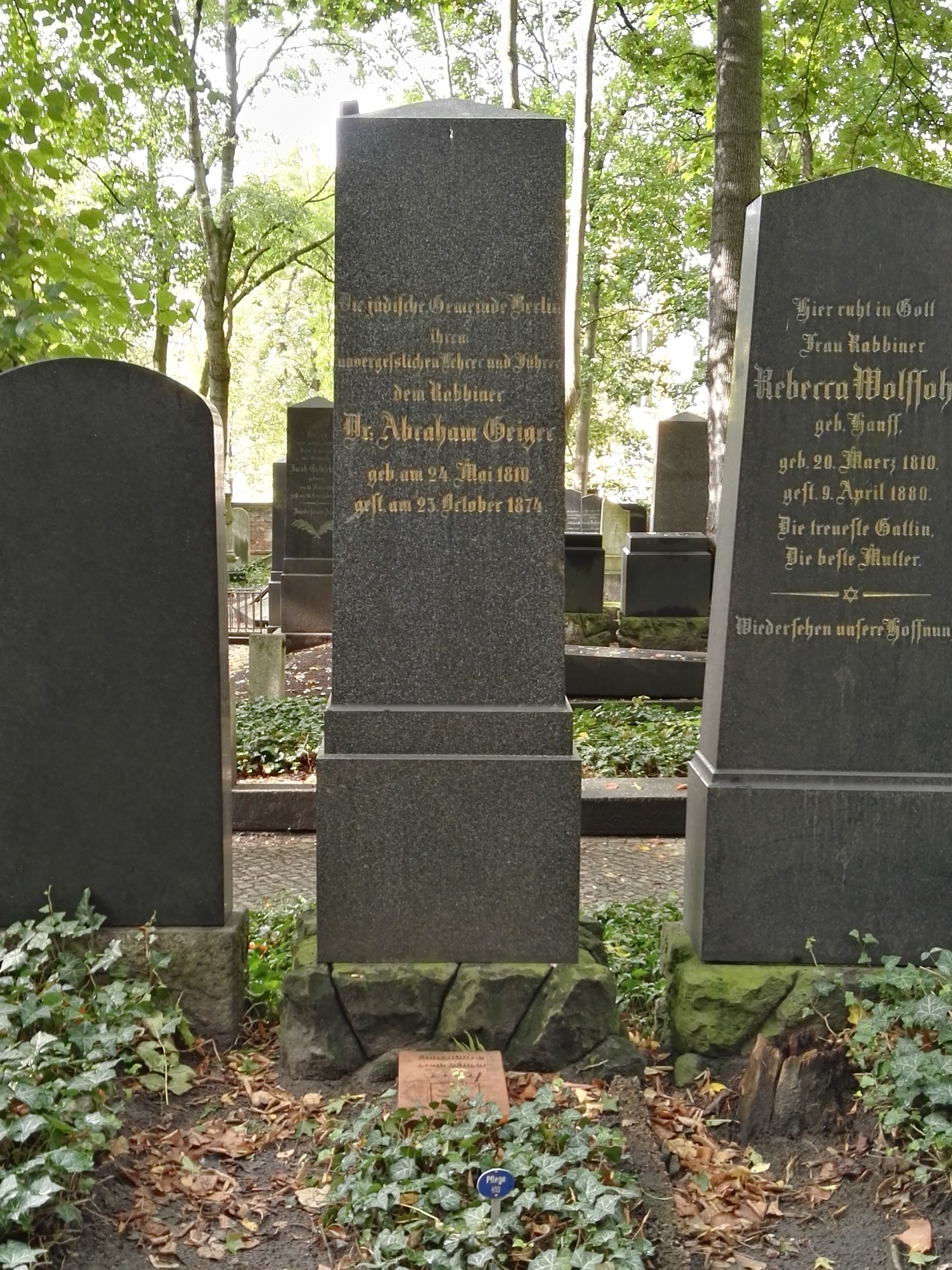
Ehrengrab auf dem Jüdischen Friedhof Schönhauser Allee

Abraham Geiger starb 1874 im Alter von 64 Jahren in Berlin. Sein Grab befindet sich in der Ehrenreihe des Jüdischen Friedhofs Schönhauser Allee. Auf Beschluss des Berliner Senats ist die letzte Ruhestätte von Abraham Geiger seit 2001 als Ehrengrab des Landes Berlin gewidmet. Die Widmung gilt vorläufig für 20 Jahre, kann anschließend aber verlängert werden.
Das Abraham-Geiger-Kolleg an der Universität Potsdam ist nach ihm benannt. Es verleiht alle zwei Jahre den Abraham-Geiger-Preis.
Am 25. Mai 2010 enthüllte die Historische Kommission des Landes Berlin eine Gedenktafel zum 200. Geburtstag Abraham Geigers in den Hackeschen Höfen, Rosenthaler Str. 40, seinem Sterbeort.

## Schriften (Auswahl)
- Was hat Mohammed aus dem Judenthume aufgenommen? Dissertation Bonn 1833. Textarchiv – Internet Archive
  - Nachdruck der 2., revidierten Auflage. Kaufmann, Leipzig 1902. Herausgegeben und mit einem Vorwort von Friedrich Niewöhner. Parerga Verlag, Berlin 2004, ISBN 3-937262-07-5.
  - Nachdr. der Ausgabe Madras 1898. Zohar books, Tel Aviv 1969.
  - Judaism and Islam. Translated by F. M. Young, 1896. Online Edition (englisch)
- Das Judenthum und seine Geschichte von der Zerstörung des zweiten Tempels bis zum Ende des zwölften Jahrhunderts. In zwölf Vorlesungen. Nebst einem Anhange: Offenes Sendschreiben an Herrn Professor Dr. Holtzmann. Breslau: Schletter, 1865–1871. Digitalisat
  - Judaism and its history: in 2 parts (Das Judenthum und seine Geschichte, englisch). Lanham [u. a.]: Univ. Press of America, 1985. ISBN 0-8191-4491-6.
- Urschrift und Übersetzungen der Bibel in ihrer Abhängigkeit von der inneren Entwicklung des Judenthums. 1857
- Zur Theologie und Schriftenerklärung der Samaritaner. In: Zeitschrift der Deutschen Morgenländischen Gesellschaft, Band 12. 1858. S. 132–142 (Digitalisat).
- Zur Geschichte der thalmudischen Lexikographie: Einige unbekannte Vorgänger und Nachfolger des Aruch. In: Zeitschrift der Deutschen Morgenländischen Gesellschaft, Band 12. 1858. S. 142–149 (Digitalisat).
- זךעיתא זךעיוח σπεματα. In: Zeitschrift der Deutschen Morgenländischen Gesellschaft, Band 12. 1858. S. 307–309 (Digitalisat).
- Warum gehört das Buch Sirach zu den Apokryphen? In: Zeitschrift der Deutschen Morgenländischen Gesellschaft, Band 12. 1858. S. 536–543 (Digitalisat).
- Eine mittelalterliche jüdische Medaille. In: Zeitschrift der Deutschen Morgenländischen Gesellschaft, Band 12. 1858. S. 680–693 (Digitalisat).
- Notizen von Rabbiner Dr. Geiger - I. Assaf. In: Zeitschrift der Deutschen Morgenländischen Gesellschaft, Band 14. 1860. S. 277–279 (Digitalisat).
- Nachgelassene Schriften. Reprint of the 1875–1878 ed., published in Berlin by L. Gerschel. Band 1–5. Arno Press, New York 1980, ISBN 0-405-12255-1
- Seine Schriften in der Zeitschrift der Deutschen Morgenländischen Gesellschaft